# Melitaea albida
Melitaea albida är en fjärilsart som beskrevs av Skala 1910. Melitaea albida ingår i släktet Melitaea och familjen praktfjärilar. Inga underarter finns listade i Catalogue of Life.